# Josep Sol i Padrís
Josep Sol i Padrís   (Barcelona, 1816 - Barcelona, 2 de juliol de 1855)) fou un advocat, industrial, periodista i polític proteccionista català.

## Biografia
Era fill de Joan Sol i Farriols, propietari, i de Gertrudis Padrís, naturals de Barcelona. Des del 1849, va prendre part en diferents comissions d'industrials i de forces vives catalanes que anaven a Madrid per defensar les posicions proteccionistes davant les pretensions de les forces polítiques lliurecanvistes. Va ser diputat a corts per Granollers el 1851 i el 1853.
Va dirigir la fàbrica Güell, de Sants, anomenada el Vapor Vell, propietat de Joan Güell i Ferrer. L'any 1855 el van elegir president de l'Institut Industrial de Catalunya.
Col·laborà en les publicacions La Verdad i La Corona de Barcelona, i fou un dels fundadors d'El Bien Público. Publicà el poema Desperta Ferro (1840), Apuntes críticos a los orígenes del teatro español de Moratín (1849) i Barcelona histórica y monumental (1850).
Morí d'un tret a conseqüència d'uns fets produïts en la vaga general de Catalunya del 2 de juliol de 1855.
A Sabadell hi ha el carrer de Sol i Padrís i el barri de Sol i Padrís, al Districte 1, dedicats a la seva persona, per tal com l'empresa Güell que ell dirigí va ser l'encarregada d'instal·lar la segona màquina de vapor a la ciutat, poc després de la del vapor d'en Formosa.